# Aleksandr Avdeïev
Pour les articles homonymes, voir Avdeïev.
Le commandant Aleksandr Avdeïev commande la garde extérieure et intérieure de la maison Ipatiev où était retenu le tsar Nicolas II à Iekaterinbourg, dans l'Oural, de mai à juin 1918. 
« C'est un ivrogne au vin mauvais avec un passé de voyou.  Il aime humilier ses prisonniers ». Violent et borné, il n'adresse la parole à l'ancien tsar qu'en le traitant de « buveur de sang ». Le logement du commandant et de dix autres gardes se situe à l'étage réservé à la famille impériale. Cette cohabitation est source pour les membres de la famille impériale de nombreuses vexations. Ils sont les victimes d'incessants quolibets de la part des gardes, de plaisanteries douteuses à l'encontre des jeunes grandes-duchesses, qui couvrent les murs d’inscriptions obscènes et volent tout ce qu’ils peuvent, dont les provisions destinées à l’ancien tsar et ses proches. 
Il sera remplacé par Iakov Iourovski.

## Sources
- Nicolas II de Russie d'Henri Troyat